# Zálesie, Kežmarok
Zálesie este o comună slovacă, aflată în districtul Kežmarok din regiunea Prešov. Localitatea se află la altitudinea de 677 m deasupra n.m., se întinde pe o suprafață de 4,79 km2 și în 2017 număra 87 de locuitori.

## Istoric
Localitatea Zálesie este atestată documentar din 1520.

## Demografie
| An:                | 1994 | 2004   | 2014    | 2024   |
| ------------------ | ---- | ------ | ------- | ------ |
| Număr de persoane: | 96   | 104    | 87      | 83     |
| Diferență:         |      | +8,33% | −16,34% | −4,59% |

| An:                | 2023 | 2024   |
| ------------------ | ---- | ------ |
| Număr de persoane: | 80   | 83     |
| Diferență:         |      | +3,75% |